# كابادباران
كابادباران (بالإنجليزية: Cabadbaran) هي مدينة تقع في الفلبين في أغوسان ديل نورت. يقدر عدد سكانها بـ 69,241 نسمة ومساحتها 214.44 كم2 .